# 20140 Costitx
20140 Costitx è un asteroide della fascia principale. Scoperto nel 1996, presenta un'orbita caratterizzata da un semiasse maggiore pari a 3,1695233 UA e da un'eccentricità di 0,1320443, inclinata di 8,80016° rispetto all'eclittica.